# Родхусплассен
Родхусплассен (норв. Rådhusplassen) — городская площадь в Осло, столице Норвегии, расположенное между зданием городской ратуши и Осло-фьордом в районе Вика. Ранее её территория была частью дороги и европейского маршрута E18, пока в 1994 году не была отведена под зону отдыха. К северной стороне площади прилегает ратуша, к южной — фьорд, к восточной — крепость Акерсхус, а к западной — здание бывшего Западного вокзала.

## История
Вплоть до 1920-х годов в районе Пипервика преобладала обычная застройка, и представители тогдашней элиты рассматривали его как район с плохим жильём и санитарией, а также отсутствием моральных норм у местного населения. В 1915 году начали разрабатывать планы по возведению новой ратуши, а в 1921 году парламент Норвегии принял закон, разрешивший экспроприацию части территории Пипервики под строительство ратуши и формирование площади. Конкурс, объявленный в 1916 году, выиграли архитекторы Арнстейн Арнеберг и Магнус Поульссон. Суть их проекта заключалась в том, чтобы вымостить площадь гранитом и превратить её в открытое городское пространство взамен парка.

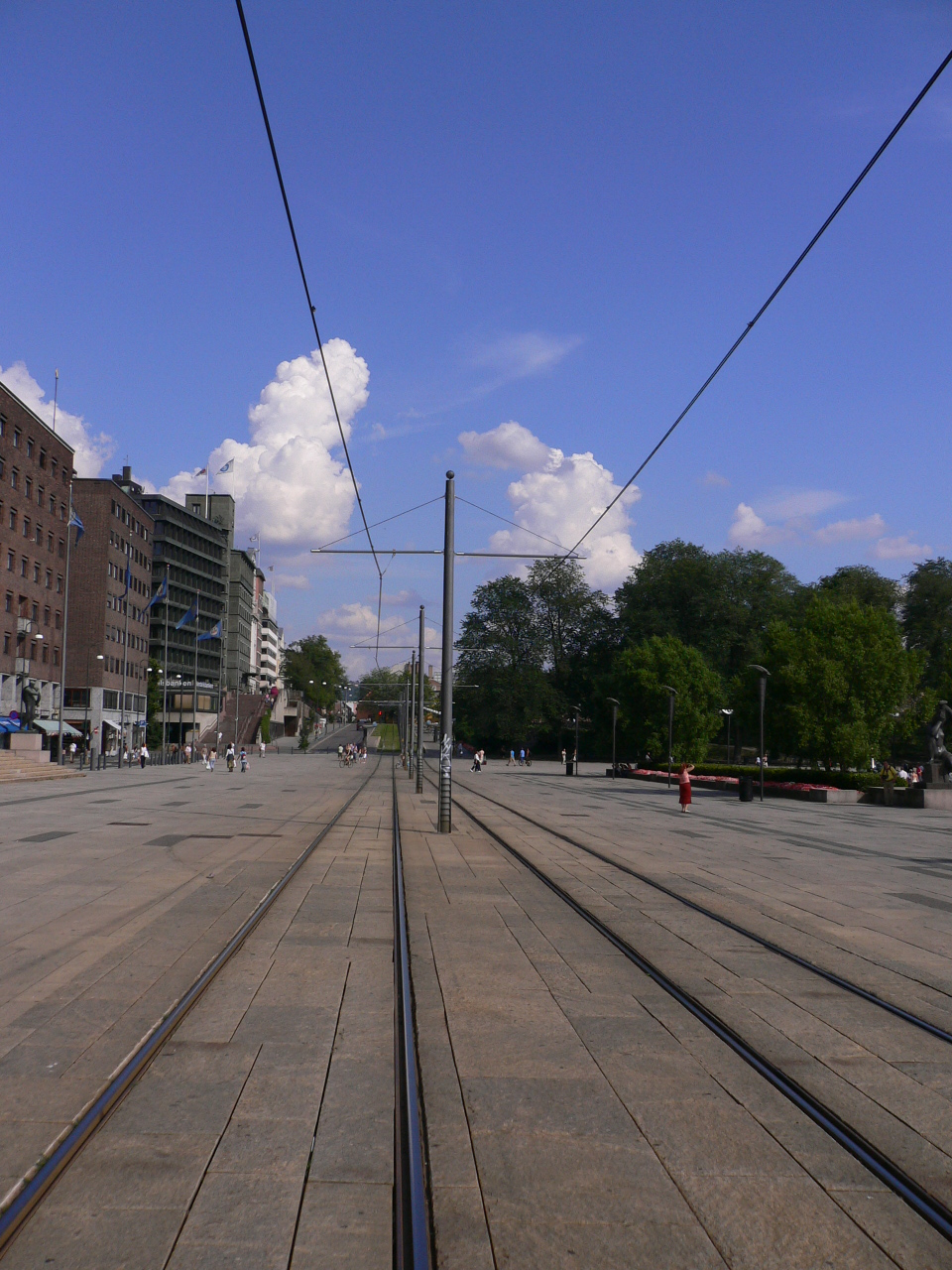
Трамвайная линия Вика (трамвайная линия), пересекающая площадь Родхусплассен

Строительство ратуши по адресу Родхусплассен, 1 началось в 1931 году, а соответствующее название площади было присвоено в 1934 году. В 1938 году был объявлен конкурс на декоративное обустройство площади, в котором победили скульпторы Эмиль Ли и Пер Хурум. Идея их проекта состояла в размещении на площади классических скульптур и прочих декоративных объектов, который бы контрастировал с модернистским зданием ратуши. Работы по его реализации начались в 1941 году, но были закончены только в 1960 году.

## Шоссе и туннель
С 10 октября 1875 года через территорию нынешней площади Родхусплассен проходила часть трамвайной линии Вестбанен, которая функционировала там до 1961 года. 13 ноября 1907 года открылась и железнодорожная портовая линия Осло. Территория Родхусплассен превратилась в шестиполосное шоссе, которая играла роль главной дороги, ведущей с востока на запад через Осло, и была частью европейского маршрута E18. С открытием тоннеля Осло, соединившего Центральный вокзал Осло с Драмменской железной дорогой, портовая линия перестала  быть нужной и была упразднена в 1983 году. Идея провести шоссе в туннеле под площадью возникла ещё в 1950-х годах, а в 1980-х годах было принято решение о строительстве тоннеля Фестнинг. 5 апреля 1989 года городской совет проголосовал за то, чтобы освободить площадь от автомобильного движения. Автомобильный тоннель открылся в 1990 году, но по-прежнему ежедневно по четырёхполосной дороге на площади проезжало около 24 000 автомобилей.
Летом 1994 года Родхусплассен стал зоной, свободной от автомобилей, а 21 августа 1995 года открылась трамвайная линия Вика. На Родхусплассене находится одноимённая трамвайная остановка, обслуживающая 12 маршрут трамвая. Также к площади прилегает паромная пристань, используемая Oslo Fergene для переправки пассажиров по маршруту 91 до полуострова Бюгдёй.